# 五棵松 (北京)
39°54′49″N 116°16′43″E / 39.913528°N 116.278685°E
五棵松是北京市海淀区的一个地名，其地位于今复兴路与西四环中路的交界處。

## 历史
五棵松因早年此地有五棵松树而得名。清朝此地有提督邵英的墓地，墓地周围有五棵十分高大的古松。这五棵古松树的位置在今北京地铁1号线五棵松站的北侧站口，均为20多米高，树间距基本相等。由于当时五棵松树四周无建筑，故成为京西的标志物之一。
早年，从阜成门出北京城先向西南再向西有往门头沟的大道，五棵松附近乃必经之处，来往人士经常在此处歇脚。中华民国年间，阜成门外人烟稀少，并有强盗出没，很多人不敢独自行走，而是在五棵松树下聚集，然后搭帮行走。“五棵松”遂被作为地名传开。后来，五棵松树的北面形成了村落，称为“五棵松村”。1950年代到1960年代起，五棵松附近地区建成了大片居民区及企事业单位。
1965年7月，北京第一条地铁开始修建，其线路从五棵松附近经过，并在此处设五棵松站。由于修地铁时采用明挖方法施工，五棵松树附近土质与水质受到破坏，而且树根受伤，故一棵松树死亡。为了保留五棵松树的原貌，一棵松树又被移来，但未能久活，后来其余四棵松树也相继死亡。
五棵松树死亡后，附近又补种了五棵松树，以作纪念。
2008年，五棵松体育馆建成，后来发展为综合体“华熙LIVE·五棵松”。

## 交通
- 北京地铁1号线设有五棵松站。